# Agenda (EP des Pet Shop Boys)
Pour les articles homonymes, voir Agenda (homonymie).
Agenda est un EP du duo Pet Shop Boys, sorti le 8 février 2019 en format numérique uniquement.

Les titres seront disponibles sous format physique (CD/Vinyle) le 12 avril 2019),.

## Pistes
1. Give Stupidity a Chance – 2:59
2. On Social Media – 3:33
3. What Are We Going to Do About the Rich – 3:03
4. The Forgotten Child – 3:33